# Ираквские языки
Ираквские языки — группа южнокушитских языков в северной и центральной Танзании.
Включает в себя следующие языки:
- иракв[англ.] (ираку, мбулу; Iraqw) — 462 тыс. говорящих[2], самый крупный по числу носителей среди южнокушитских языков; народ обычно называется ираку;
- горова[англ.] (гороа, фиоме; Gorowa) — 50 тыс. чел.[3]
- алагва (алагве, алава, алагуа, васи; Alagwa) — 30 тыс. чел.[4] (по некоторым классификациям)

## Фонетика
Для ираквских языков характерна сложная система согласных, которая включает глоттализованные аффрикаты, увулярный q, сгубленные kω, gω, xω, глухой и глоттализованный латеральный, четыре ларингала, как в арабском языке.
Есть фонологическое ударение и тоны.

## Морфология
Флективная морфология; используется суффиксы, чередование гласных и особенно конечных согласных корня, чередования по долготе и тону.
Имя имеет два числа и два состояния (обычное и сопряжённое, как семитских языках), и три грамматических рода: мужской, женский и «множественный» (к которому принадлежит часть имён множественного числа).
Глаголу предшествует аналитический показатель лица, рода и числа субъекта и объекта, времени, наклонения и залога.
Лицо, род и число субъекта выражены и в самом глаголе (суффиксами и чередованием), глагольные породы (пассив, каузатив и пр.) — суффиксами.